# Rui Vitória
Rui Carlos Pinho da Vitória, noto semplicemente come Rui Vitória (Alverca do Ribatejo, 16 aprile 1970), è un allenatore di calcio ed ex calciatore portoghese, di ruolo centrocampista, tecnico del Panathīnaïkos.

## Carriera
Da allenatore inizia nel 2002 nel Vilafranquense, per poi approdare mel 2004 nel settore giovanile del Benfica. Due anni pù tardi diviene l'allenatore del Fátima, con cui ottiene la promozione in Segunda Liga, per poi retrocedere l'anno dopo e riottenere la promozione nel 2008-2009.
Nel 2010 sostituisce Ulisses Morais sulla panchina del Paços Ferreira, con cui ottiene il settimo posto in Primeira Liga e arriva in finale di Coppa di Portogallo, dove viene sconfitto di misura dal ben più quotato Benfica.
Nel 2011 approda sulla panchina del Vitória Guimarães, con cui vince nel 2012-2013 la Coppa di Portogallo battendo in finale di misura il Benfica. All'inizio della stagione 2013-2014 perde la Supercoppa di Portogallo contro il Porto.
Nell'estate del 2015 gli viene affidata la panchina del Benfica. Nel novembre 2016 il tecnico stabilisce una striscia record di 11 vittorie consecutive in trasferta in tutte le competizioni. Vince il campionato 2015-2016, con il record di 88 punti in 34 giornate, e la Coppa di Lega portoghese, battendo in finale il Marítimo. Viene inoltre eletto Allenatore della stagione di Primeira Liga.
Nel 2016-2017 i successi proseguono con la conquista della Supercoppa di Portogallo contro il Braga, del campionato e della Coppa di Portogallo: Vitória diviene il secondo allenatore capace di centrare il treble nazionale nella storia del Benfica dopo quello ottenuto da Lajos Baróti nel 1980-1981. Inoltre il tecnico stabilisce la striscia record di 16 vittorie consecutive in trasferta in campionato, battendo il primato dell'allenatore Jimmy Hagan, che resisteva da 43 anni. È inoltre il primo allenatore a vincere due trofei nazionali per due anni di fila. 
Nel 2017-2018 si aggiudica con il Benfica la Supercoppa di Portogallo, ma in campionato si piazza secondo e in UEFA Champions League viene eliminato in malo modo, perdendo per 5-0 contro il Basilea, sconfitta record nella storia del club nella competizione. Nel gennaio 2019 lascia la squadra dopo una serie di risultati negativi, culminati nella prima sconfitta di sempre contro il Portimonense.
Nello stesso mese firma per l'Al-Nassr, squadra saudita con cui vince il campionato e che conduce poi alle semifinali della AFC Champions League 2020. Nel dicembre 2020 il club e il tecnico terminano consensualmente il proprio rapporto di lavoro, con la squadra momentaneamente al quindicesimo posto in campionato, con 8 punti ottenuti in 10 giornate.
Nel maggio 2021 viene ingaggiato dallo Spartak Mosca, con cui vince il girone di UEFA Europa League 2021-2022, sopravanzando Leicester City e Napoli (che, da capolista in Serie A, viene battuto in casa e in trasferta), ma nel dicembre 2021, con la squadra al nono posto in campionato, avendo subito anche una brutta sconfitta per 7-1 contro lo Zenit San Pietroburgo, viene esonerato dopo aver ottenuto 7 vittorie in 22 partite e sostituito dall'italiano Paolo Vanoli.
Nel luglio 2022 viene nominato commissario tecnico della nazionale egiziana.
Nel febbraio 2024, a seguito dell'eliminazione in Coppa d'Africa 2023 agli ottavi di finale contro la RD del Congo ai tiri di rigore, viene sollevato dall'incarico e sostituito da Hossam Hassan.
Alla fine di ottobre 2024 firma per il Panathīnaïkos.

## Statistiche

### Statistiche da allenatore
Statistiche aggiornate al 31 ottobre 2024. In grassetto le competizioni vinte.
| ott. 2002-2003           | Vilafranquense           | SD                       | 30   | 13   | 5   | 12  | CP     | 1   | 0   | 0   | 1   | -        | -   | -   | -   | -   | -  | - | - | - | - | 31  | 13  | 5   | 13  | 41,94 | Sub., 12º         |
| 2003-2004                | Vilafranquense           | SD                       | 38   | 15   | 6   | 17  | CP     | 5   | 4   | 0   | 1   | -        | -   | -   | -   | -   | -  | - | - | - | - | 43  | 19  | 6   | 18  | 44,19 | 10º               |
| Totale Vilafranquense    | Totale Vilafranquense    | Totale Vilafranquense    | 68   | 28   | 11  | 29  |        | 6   | 4   | 0   | 2   |          | -   | -   | -   | -   |    | - | - | - | - | 74  | 32  | 11  | 31  | 43,24 |                   |
| 2006-2007                | CD Fatima                | SD                       | 26+3 | 18+2 | 5+0 | 3+1 | CP     | 1   | 0   | 0   | 1   | -        | -   | -   | -   | -   | -  | - | - | - | - | 30  | 20  | 5   | 5   | 66,67 | 1º,(promosso)     |
| 2007-2008                | CD Fatima                | SL                       | 30   | 5    | 10  | 15  | CP+CdL | 1+5 | 0+3 | 0+1 | 1+1 | -        | -   | -   | -   | -   | -  | - | - | - | - | 36  | 8   | 11  | 17  | 22,22 | 16º, (retrocess.) |
| 2008-2009                | CD Fatima                | SD                       | 30+3 | 20+2 | 8+1 | 2+0 | CP     | 3   | 0   | 2   | 1   | -        | -   | -   | -   | -   | -  | - | - | - | - | 36  | 22  | 11  | 3   | 61,11 | 1º,(promosso)     |
| 2009-2010                | CD Fatima                | SL                       | 30   | 8    | 14  | 8   | CP+CdL | 2+4 | 1+2 | 0+0 | 1+2 | -        | -   | -   | -   | -   | -  | - | - | - | - | 36  | 11  | 14  | 11  | 30,56 | 8º                |
| Totale CD Fatima         | Totale CD Fatima         | Totale CD Fatima         | 122  | 55   | 38  | 29  |        | 16  | 6   | 3   | 7   |          | -   | -   | -   | -   |    | - | - | - | - | 138 | 61  | 41  | 36  | 44,20 |                   |
| 2010-2011                | Paços de Ferreira        | PL                       | 30   | 10   | 11  | 9   | CP+CdL | 2+7 | 1+5 | 0+1 | 1+1 | -        | -   | -   | -   | -   | -  | - | - | - | - | 39  | 16  | 12  | 11  | 41,03 | 7º                |
| lug.-ago. 2011           | Paços de Ferreira        | PL                       | 3    | 1    | 1   | 1   | CP+CdL | -   | -   | -   | -   | -        | -   | -   | -   | -   | -  | - | - | - | - | 3   | 1   | 1   | 1   | 33,33 | Risol.            |
| Totale Paços de Ferreira | Totale Paços de Ferreira | Totale Paços de Ferreira | 33   | 11   | 12  | 10  |        | 9   | 6   | 1   | 2   |          | -   | -   | -   | -   |    | - | - | - | - | 42  | 17  | 13  | 12  | 40,48 |                   |
| ago. 2011-2012           | Vitória Guimarães        | PL                       | 28   | 14   | 3   | 11  | CP+CdL | 2+3 | 1+0 | 1+0 | 0+3 | UEL      | -   | -   | -   | -   | -  | - | - | - | - | 33  | 15  | 4   | 14  | 45,45 | Sub., 6º          |
| 2012-2013                | Vitória Guimarães        | PL                       | 30   | 11   | 7   | 12  | CP+CdL | 7+3 | 5+1 | 2+2 | 0+0 | -        | -   | -   | -   | -   | -  | - | - | - | - | 40  | 17  | 11  | 12  | 42,50 | 9º                |
| 2013-2014                | Vitória Guimarães        | PL                       | 30   | 10   | 5   | 15  | CP+CdL | 2+2 | 1+0 | 0+0 | 1+2 | UEL      | 6   | 1   | 2   | 3   | SP | 1 | 0 | 0 | 1 | 41  | 12  | 7   | 22  | 29,27 | 10º               |
| 2014-2015                | Vitória Guimarães        | PL                       | 34   | 15   | 10  | 9   | CP+CdL | 2+4 | 1+1 | 0+1 | 1+2 | -        | -   | -   | -   | -   | -  | - | - | - | - | 40  | 17  | 11  | 12  | 42,50 | 5º                |
| Totale Vitória Guimarães | Totale Vitória Guimarães | Totale Vitória Guimarães | 122  | 50   | 25  | 47  |        | 25  | 10  | 6   | 9   |          | 6   | 1   | 2   | 3   |    | 1 | 0 | 0 | 1 | 154 | 61  | 33  | 60  | 39,61 |                   |
| 2015-2016                | Benfica                  | PL                       | 34   | 29   | 1   | 4   | CP+CdL | 2+7 | 1+7 | 0+0 | 1+0 | UCL      | 10  | 5   | 2   | 3   | SP | 1 | 0 | 0 | 1 | 54  | 42  | 3   | 9   | 77,78 | 1º                |
| 2016-2017                | Benfica                  | PL                       | 34   | 25   | 7   | 2   | CP+CdL | 7+4 | 6+3 | 1+0 | 0+1 | UCL      | 8   | 3   | 2   | 3   | SP | 1 | 1 | 0 | 0 | 54  | 38  | 10  | 6   | 70,37 | 1º                |
| 2017-2018                | Benfica                  | PL                       | 34   | 25   | 6   | 3   | CP+CdL | 3+3 | 2+0 | 0+3 | 1+0 | UCL      | 6   | 0   | 0   | 6   | SP | 1 | 1 | 0 | 0 | 47  | 28  | 9   | 10  | 59,57 | 2º                |
| 2018 - gen. 2019         | Benfica                  | PL                       | 15   | 10   | 2   | 3   | CP+CdL | 3+3 | 3+2 | 0+1 | 0+0 | UCL      | 10  | 4   | 3   | 3   | -  | - | - | - | - | 31  | 19  | 6   | 6   | 61,29 | Rescis.           |
| Totale Benfica           | Totale Benfica           | Totale Benfica           | 117  | 89   | 16  | 12  |        | 32  | 24  | 5   | 3   |          | 34  | 12  | 7   | 15  |    | 3 | 2 | 0 | 1 | 186 | 127 | 28  | 31  | 68,28 |                   |
| gen.-giu. 2019           | Al-Nassr                 | SPL                      | 14   | 12   | 0   | 2   | CdP    | 4   | 3   | 0   | 1   | ACL      | 11  | 6   | 2   | 3   | -  | - | - | - | - | 29  | 21  | 2   | 6   | 72,41 | Sub., 1º          |
| 2019-2020                | Al-Nassr                 | SPL                      | 30   | 19   | 7   | 4   | CdP    | 6   | 5   | 0   | 1   | ACL      | 9   | 5   | 3   | 1   | SS | 1 | 0 | 1 | 0 | 46  | 29  | 11  | 6   | 63,04 | 2º                |
| ott.-dic. 2020           | Al-Nassr                 | SPL                      | 10   | 2    | 2   | 6   | CdP    | 1   | 1   | 0   | 0   | ACL      | -   | -   | -   | -   | SS | - | - | - | - | 11  | 3   | 2   | 6   | 27,27 | Eson.             |
| Totale Al-Nassr          | Totale Al-Nassr          | Totale Al-Nassr          | 54   | 33   | 9   | 12  |        | 11  | 9   | 0   | 2   |          | 20  | 11  | 5   | 4   |    | 1 | 0 | 1 | 0 | 86  | 53  | 15  | 18  | 61,63 |                   |
| ott.-dic. 2021           | Spartak Mosca            | PL                       | 18   | 6    | 5   | 7   | KR     | 0   | 0   | 0   | 0   | UCL+UEL  | 2+6 | 0+3 | 0+1 | 2+2 | -  | - | - | - | - | 26  | 9   | 6   | 11  | 34,62 | Eson.             |
| ott. 2024-2025           | Panathīnaïkos            | SLE                      | 17   | 11   | 4   | 2   | CG     | 4   | 2   | 1   | 1   | UEL+UECL | 0+8 | 0+5 | 0+0 | 0+3 | -  | - | - | - | - | 29  | 18  | 5   | 6   | 62,07 | Sub., in carica   |
| Totale carriera          | Totale carriera          | Totale carriera          | 551  | 283  | 120 | 148 |        | 103 | 61  | 16  | 26  |          | 76  | 32  | 15  | 29  |    | 5 | 2 | 1 | 2 | 735 | 378 | 152 | 205 | 51,43 |                   |

### Nazionale

#### Nazionale egiziana
Statistiche aggiornate al 4 febbraio 2024.
| Squadra | Naz               | dal            | al              | Record | Record | Record | Record     | Record | Record | Record | Record |
| G       | V                 | N              | P               | GF     | GS     | DR     | % Vittorie |        |        |        |        |
| ------- | ----------------- | -------------- | --------------- | ------ | ------ | ------ | ---------- | ------ | ------ | ------ | ------ |
| Egitto  | Egitto (bandiera) | 11 luglio 2022 | 4 febbraio 2024 | 18     | 12     | 5      | 1          | 40     | 13     | +27    | 66,67  |

#### Nazionale egiziana nel dettaglio
| 2023             | Egitto        | Qual. Coppa d'Africa 2023 | Sub., 1° nel gruppo D, qualificato | 4  | 4  | 0 | 0 | 100,00& | 9  | 1  | +8  |
| nov. 2023        | Egitto        | Qual. Mondiali 2026       | Esonerato durante la fase          | 2  | 2  | 0 | 0 | 100,00& | 8  | 0  | +8  |
| gen.-feb. 2024   | Egitto        | Coppa d'Africa 2023       | Ottavi di finale                   | 4  | 0  | 4 | 0 | &0,00   | 7  | 7  | +0  |
| Dal 2022 al 2024 | Egitto        | Amichevoli                |                                    | 8  | 6  | 1 | 1 | 75,00   | 16 | 5  | +11 |
| Totale Egitto    | Totale Egitto | Totale Egitto             | Totale Egitto                      | 18 | 12 | 5 | 1 | 66,67   | 40 | 13 | +27 |

#### Panchine da commissario tecnico della nazionale egiziana
| Cronologia completa delle presenze e delle reti in nazionale ― Egitto | Cronologia completa delle presenze e delle reti in nazionale ― Egitto | Cronologia completa delle presenze e delle reti in nazionale ― Egitto | Cronologia completa delle presenze e delle reti in nazionale ― Egitto | Cronologia completa delle presenze e delle reti in nazionale ― Egitto | Cronologia completa delle presenze e delle reti in nazionale ― Egitto | Cronologia completa delle presenze e delle reti in nazionale ― Egitto | Cronologia completa delle presenze e delle reti in nazionale ― Egitto |
| Data                                                                  | Città                                                                 | In casa                                                               | Risultato                                                             | Ospiti                                                                | Competizione                                                          | Reti                                                                  | Note                                                                  |
| --------------------------------------------------------------------- | --------------------------------------------------------------------- | --------------------------------------------------------------------- | --------------------------------------------------------------------- | --------------------------------------------------------------------- | --------------------------------------------------------------------- | --------------------------------------------------------------------- | --------------------------------------------------------------------- |
| 23-9-2022                                                             | Alessandria d'Egitto                                                  | Egitto                                                                | 3 – 0                                                                 | Niger                                                                 | Amichevole                                                            | 2 Mohamed Salah Mostafa Mohamed                                       | Cap: M.Salah                                                          |
| 27-9-2022                                                             | Alessandria d'Egitto                                                  | Egitto                                                                | 3 – 0                                                                 | Liberia                                                               | Amichevole                                                            | Omar Marmoush Mohamed Abdel Monem Ahmed Hassan                        | Cap: A.Hegazy                                                         |
| 18-11-2022                                                            | Al Kuwait                                                             | Belgio                                                                | 1 – 2                                                                 | Egitto                                                                | Amichevole                                                            | Mostafa Mohamed Trezeguet                                             | Cap: M.Salah                                                          |
| 24-3-2023                                                             | Il Cairo                                                              | Egitto                                                                | 2 – 0                                                                 | Malawi                                                                | Qual. Coppa d'Africa 2023                                             | Mohamed Salah Omar Marmoush                                           | Cap: M.Salah                                                          |
| 28-3-2023                                                             | Lilongwe                                                              | Malawi                                                                | 0 – 4                                                                 | Egitto                                                                | Qual. Coppa d'Africa 2023                                             | Tarek Hamed Omar Marmoush Mohamed Salah Zizo                          | Cap: M.Salah                                                          |
| 14-6-2023                                                             | Marrakech                                                             | Guinea                                                                | 1 – 2                                                                 | Egitto                                                                | Qual. Coppa d'Africa 2023                                             | Trezeguet Mostafa Mohamed                                             | Cap: M.Salah                                                          |
| 18-6-2023                                                             | Il Cairo                                                              | Egitto                                                                | 3 – 0                                                                 | Sudan del Sud                                                         | Amichevole                                                            | Mostafa Fathi Mahmoud Kahraba Trezeguet                               | Cap: Trezeguet                                                        |
| 8-9-2023                                                              | Il Cairo                                                              | Egitto                                                                | 1 – 0                                                                 | Etiopia                                                               | Qual. Coppa d'Africa 2023                                             | Mostafa Fathi                                                         | Cap: M.El Shenawy                                                     |
| 12-9-2023                                                             | Il Cairo                                                              | Egitto                                                                | 1 – 3                                                                 | Tunisia                                                               | Amichevole                                                            | Omar Kamal                                                            | Cap: M.Salah                                                          |
| 12-10-2023                                                            | Al Ain                                                                | Egitto                                                                | 1 – 0                                                                 | Zambia                                                                | Amichevole                                                            | Hamdy Fathy                                                           | Cap: M.Salah                                                          |
| 16-10-2023                                                            | Al Ain                                                                | Egitto                                                                | 1 – 1                                                                 | Algeria                                                               | Amichevole                                                            | Hamdy Fathy                                                           | Cap: M.Salah                                                          |
| 16-11-2023                                                            | Il Cairo                                                              | Egitto                                                                | 6 – 0                                                                 | Gibuti                                                                | Qual. Mondiali 2026                                                   | 4 Mohamed Salah 1 (rig.) Mostafa Mohamed Trezeguet                    | Cap: M.Salah                                                          |
| 19-11-2023                                                            | Monrovia                                                              | Sierra Leone                                                          | 0 – 2                                                                 | Egitto                                                                | Qual. Mondiali 2026                                                   | 2 Trezeguet                                                           | Cap: M.Salah                                                          |
| 7-1-2024                                                              | Il Cairo                                                              | Egitto                                                                | 2 – 0                                                                 | Tanzania                                                              | Amichevole                                                            | Trezeguet autorete                                                    | Cap: M.Salah                                                          |
| 14-1-2024                                                             | Abidjan                                                               | Egitto                                                                | 2 – 2                                                                 | Mozambico                                                             | Coppa d'Africa 2023 - 1º turno                                        | Mostafa Mohamed Mohamed Salah (rig.)                                  | Cap: M.Salah                                                          |
| 18-1-2024                                                             | Abidjan                                                               | Egitto                                                                | 2 – 2                                                                 | Ghana                                                                 | Coppa d'Africa 2023 - 1º turno                                        | Omar Marmoush Mostafa Mohamed                                         | Cap: M.Salah                                                          |
| 22-1-2024                                                             | Abidjan                                                               | Capo Verde                                                            | 2 – 2                                                                 | Egitto                                                                | Coppa d'Africa 2023 - 1º turno                                        | Trezeguet Mostafa Mohamed                                             | Cap: A.Hegazy                                                         |
| 28-1-2024                                                             | Abidjan                                                               | Egitto                                                                | 1 – 1 dts (7-8 dtr)                                                   | RD del Congo                                                          | Coppa d'Africa 2023 - Ottavi di finale                                | Mostafa Mohamed                                                       | Cap: A.Hegazy                                                         |
| Totale                                                                |                                                                       | Presenze                                                              | 18                                                                    |                                                                       | Reti                                                                  | 40                                                                    |                                                                       |

## Palmarès

### Allenatore
- Segunda Divisão: 2

CD Fátima: 2006-2007, 2008-2009
- Campionato portoghese: 2

Benfica: 2015-2016, 2016-2017
- Coppa del Portogallo: 2

Vitória Guimarães: 2012-2013
Benfica: 2016-2017
- Coppa di Lega portoghese: 1

Benfica: 2015-2016
- Supercoppa di Portogallo: 2

Benfica: 2016, 2017
- Campionato saudita: 1

Al Nassr: 2018-2019
- Supercoppa saudita: 1

Al Nassr: 2019